# Алекс Грегорі
Алекс Грегорі  (англ. Alex Gregory; 11 березня 1984) — британський веслувальник, олімпійський чемпіон, чемпіон світу та Європи.

## Виступи на Олімпіадах
| Олімпіада          | Дисципліна                        | Місце |
| ------------------ | --------------------------------- | ----- |
| Лондон 2012        | четвірка розстібна без стернового | 1     |
| Ріо-д-Жанейро 2016 | четвірка розстібна без стернового | 1     |